# Cuenca del río Baker
La cuenca del río Baker es el espacio natural de la cuenca hidrográfica del río Baker que fluye en el lado occidental de la Patagonia. Ubicada mayormente en Chile, incluye también la zona de drenaje de varios cuerpos de agua ubicados en territorio argentino que le da a la cuenca el carácter de cuenca de recursos hídricos compartidos. 
Se extiende con una superficie total de 26 726 km² de los cuales un 22% (5.850 km²) se encuentran en territorio argentino y un 78% en Chile.: 556 
La parte chilena se registra con el número 115 en su inventario de cuencas y la parte argentina es conocida con el número 79a y 79c, que son asociadas al Lago Buenos Aires y al Pueyrredón, respectivamente.
La parte chilena del sistema hidrológico es por los caudales comprometidos la más importante del país: 556  y la segunda por extensión (después de la del río Loa: 85 ) y se subdivide en 5 subcuencas y 30 subsubcuencas.
En general es una cuenca sobre la que existen pocos datos.
La cuenca se encuentra ubicada al este del campo de hielo patagónico norte, cuyos derretimientos del lado oriental alimentan sus ríos.
A partir de la década de los años 1970 se ha ampliado el concepto de cuenca hasta entender, ya en los primeros años del siglo XXI, una cuenca hidrográfica en lo que respecta a su definición espacial y funcional, como la unidad geopolítica y socioeconómica más apropiada y racional para el desarrollo integrado de los recursos de tierras y aguas asociados a la vegetación y en conjunto con los usuarios de nivel local y regional.: 17 

Mapa de la cuenca del río Baker. El río Ibáñez y el río Avellano están comunicados con el Baker a través del Lago General Carrera

## Límites

Distribución de las comunas (en Chile) o departamentos (en Argentina) en y en torno a la cuenca del río Baker. Las líneas azules delimitan las cuencas o ítems, las rojas las comunas o departamentos.

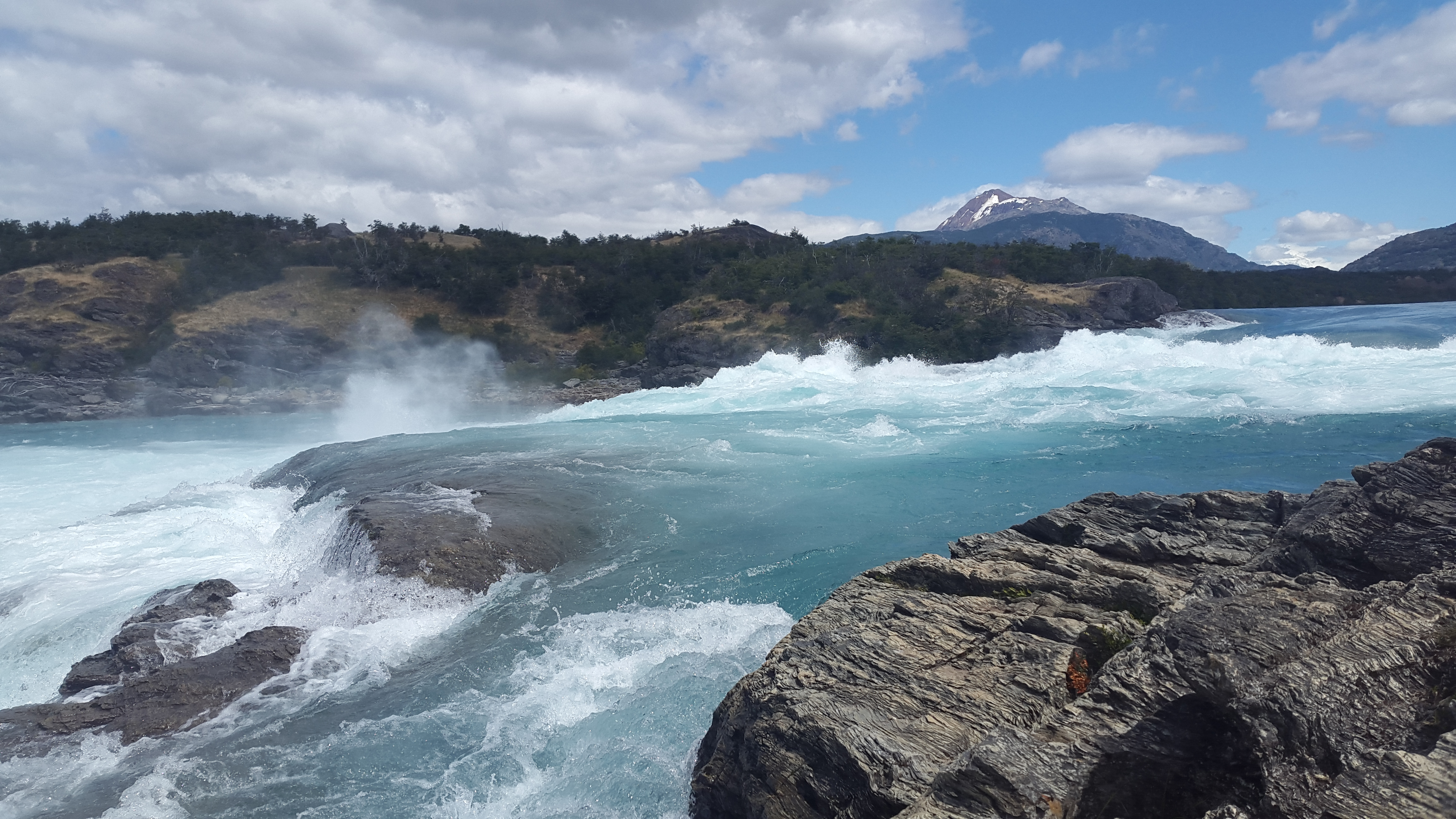
Confluencia de los ríos Nef y Baker.

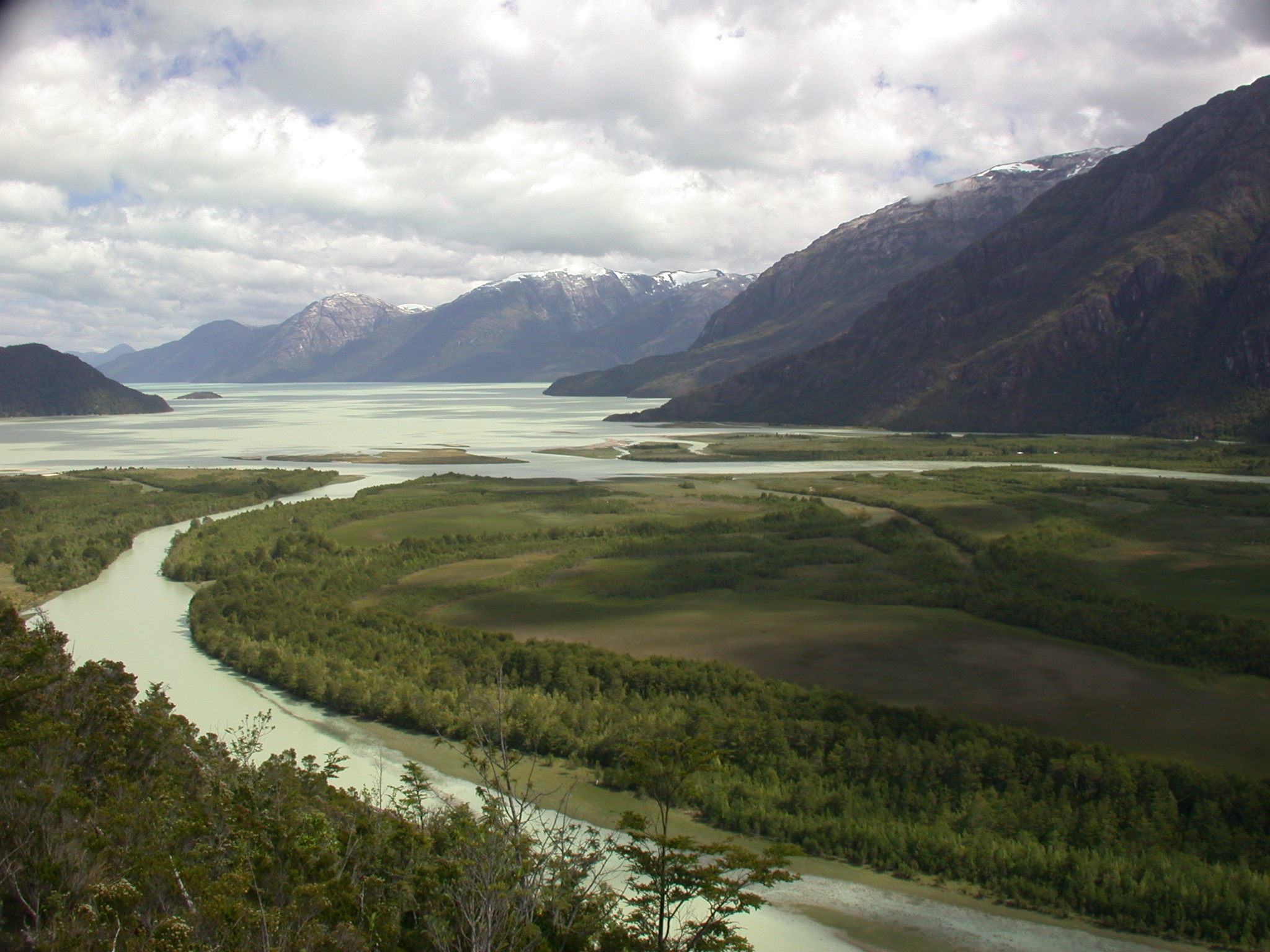
Delta del río Baker.

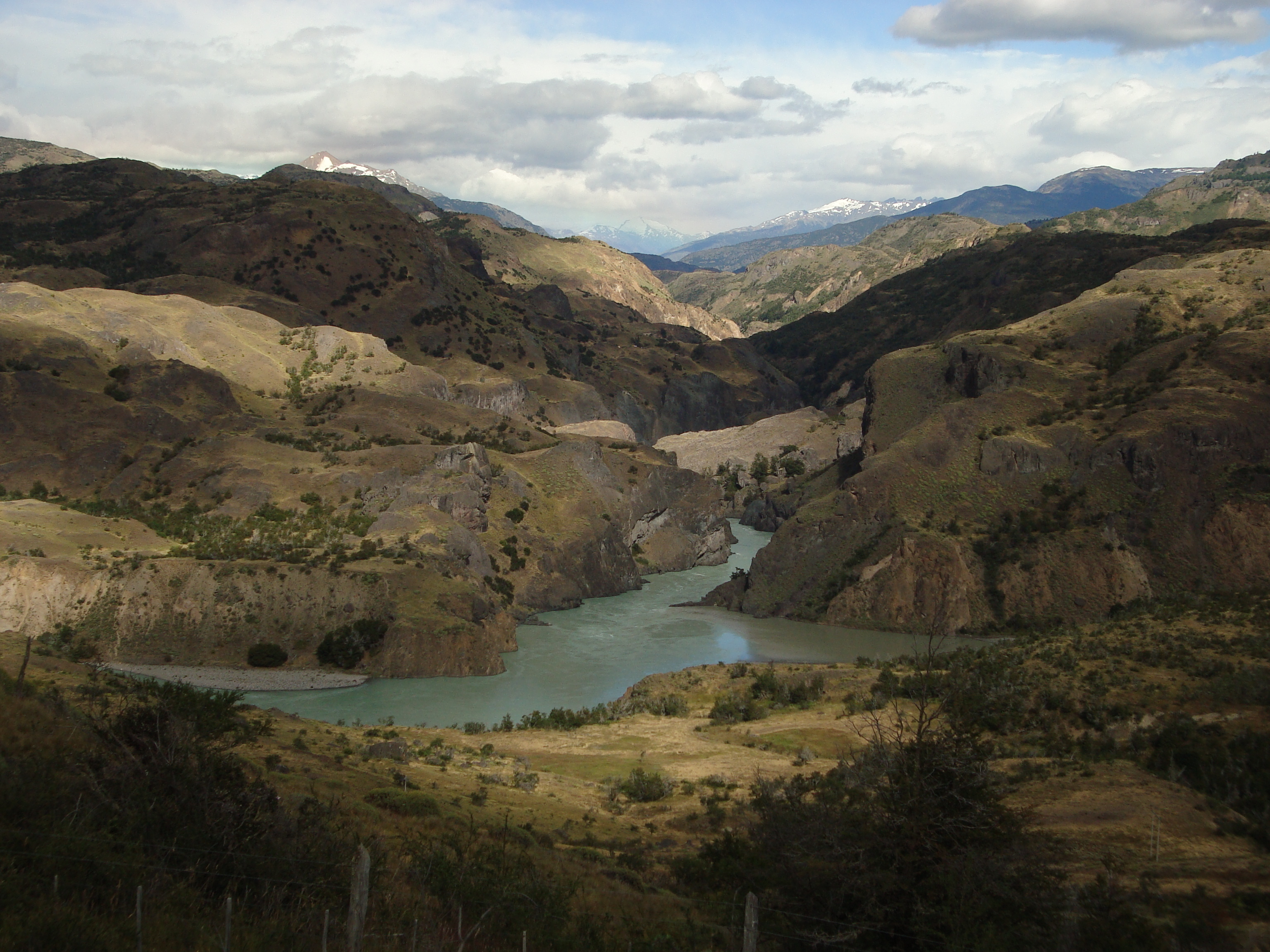
Confluencia de los ríos Baker y Chacabuco.

Limita al norte con la cuenca del río Aysén (113) y al este, ya dentro del territorio trasandino, con la cuenca (argentina) del río Deseado y del río Pinturas (o Eckert). Al sur limita con la cuenca del río Bravo (Mitchell) (116) y el fiordo Mitchell, que recibe las aguas de ambos ríos. Hacia el oeste limita con el campo de hielo patagónico norte (114) y en el extremo noroeste con el río Exploradores y el río Sorpresa, ambos del ítem 114 del inventario de cuencas de Chile.
Sus extremos alcanzan las coordenadas geográficas  45°55'S, 48°OO'S, 73°35'W y 70°52'W, esta última ya en territorio trasandino.
Las cuencas de los ríos Pascua, Baker y Bravo (Mitchell) son las únicas grandes cuencas que desembocan entre los campos de hielo patagónico norte y sur permitiendo el ingreso a la Patagonia sin atravesar los campos de hielos eternos. La conexión entre sus desembocaduras y el océano Pacífico son el canal Baker o paralelamente la secuencia canal Martínez (Aysén)-canal González (Aysén).

## Población y regiones
El sistema de información y monitoreo de biodiversidad del Ministerio del Medio Ambiente de Chile señala la siguiente distribución de la superficie de la cuenca entre las comunas (el porcentaje es de la cuenca):
| Región                                    | Provincia       | Comuna      | Hectáreas     | Porcentaje |
| ----------------------------------------- | --------------- | ----------- | ------------- | ---------- |
| Aysén del General Carlos Ibáñez del Campo |                 |             | 2.091.056,905 | 99,836%    |
|                                           | General Carrera |             | 1.132.717,931 | 54,081%    |
|                                           |                 | Chile Chico | 556.572,727   | 26,573%    |
|                                           |                 | Río Ibáñez  | 576.145,204   | 27,508%    |
|                                           | Coihaique       |             | 2.928,641     | 0,14%      |
|                                           |                 | Coihaique   | 2.928,641     | 0,14%      |
|                                           | Aysén           |             | 33.465,687    | 1,598%     |
|                                           |                 | Aysén       | 33.465,687    | 1,598%     |
|                                           | Capitán Prat    |             | 921.944,646   | 44,017%    |
|                                           |                 | Cochrane    | 861.229,606   | 41,119%    |
|                                           |                 | O'Higgins   | 12.379,775    | 0,591%     |
|                                           |                 | Tortel      | 48.335,265    | 2,308%     |

La población de los centros poblados chilenos desde 1992 hasta una proyección en 2032 puede ser apreciada en la siguiente tabla:
| Localidad                    | 1992 | 2001 | 2012 | 2022 | 2032 |
| ---------------------------- | ---- | ---- | ---- | ---- | ---- |
| Villa Cerro Castillo (Aysén) | 269  | 224  | 186  | 157  | 136  |
| Puerto Ingeniero Ibáñez      | 828  | 707  | 742  | 940  | 1414 |
| Chile Chico                  | 2263 | 3042 | 3369 | 4180 | 5335 |
| Bahía Murta                  | 341  | 242  | 207  | 211  | 245  |
| Puerto Río Tranquilo         | 289  | 346  | 503  | 843  | 1544 |
| Puerto Guadal                | 494  | 465  | 407  | 397  | 438  |
| Cochrane                     | 2095 | 2217 | 2480 | 2785 | 3257 |
| Tortel                       | 427  | 507  | 621  | 773  | 992  |

Otros poblados son Península Levicán (18 habitantes), Puerto Sánchez (82 habitantes), Mallín Grande (60 habitantes) y Puerto Bertrand (94 habitantes).: 180 
El lado argentino de la cuenca pertenece a la Provincia de Santa Cruz, particularmente al Departamento Lago Buenos Aires y al Departamento Río Chico. Los poblados de la zona son Los Antiguos, Perito Moreno y Lago Posadas.
La desembocadura del río Baker conforma junto a las desembocaduras de los ríos Pascua y Bravo el extremo oriental del canal Baker y es la puerta de entrada a la Patagonia oriental desde el océano Pacífico entre el extremo norte del campo de hielo patagónico norte y el extremo sur del campo de hielo patagónico sur.

## Subdivisiones
La Dirección General de Aguas subdivide o reúne las cuencas de Chile acorde a las necesidades de estudio y gestión. Existen dos inventarios que han logrado ser aceptados como principales, el inventario de cuencas del Banco Nacional de Aguas (BNA) de 1978, de mayor uso, y el inventario de cuencas del Departamento de Administración de Recursos Hídricos (DARH) de 2014 de mejor cartografía que ha obligado a redefinir algunos límites, a veces con cambios mayores, pero también por algunas redefiniciones del concepto de subcuenca.
Bajo el BNA el código del ítem es 111 y con el DARH es 1105.
La subdivisión del BNA es como sigue:
| Sub- cuenca | Subsub- cuenca | Aguas                                                                 | Área drenaje km² | Observaciones                                                |
| ----------- | -------------- | --------------------------------------------------------------------- | ---------------- | ------------------------------------------------------------ |
| 1150        | 11500          | Río Ibáñez Hasta Estero Portezuelo                                    | 858              |                                                              |
| 1150        | 11501          | Río Ibáñez Arriba Estero Portezuelo y Estero Manso                    | 257              |                                                              |
| 1150        | 11502          | Estero Manso (Lago Laparent)                                          | 561              |                                                              |
| 1150        | 11503          | Río Ibáñez Entre Estero Manso y Bajo Estero Limpio                    | 290              |                                                              |
| 1150        | 11504          | Río Claro                                                             | 247              |                                                              |
| 1150        | 11505          | Río Ibáñez Entre Estero Limpio y Desembocadura                        | 262              |                                                              |
| 1151        | 11510          | Costeras Entre Frontera y Bahía Ibáñez                                | 209              |                                                              |
| 1151        | 11511          | Costeras Entre Bahía Ibáñez y Río Avellanos                           | 563              |                                                              |
| 1151        | 11512          | Río Avellanos                                                         | 409              |                                                              |
| 1151        | 11513          | Costeras entre Río Avellano y Río Murta                               | 782              |                                                              |
| 1151        | 11514          | Río Murta                                                             | 1231             |                                                              |
| 1151        | 11515          | Costeras entre Río Murta y Río Delta                                  | 457              |                                                              |
| 1151        | 11516          | Río Delta                                                             | 1050             |                                                              |
| 1151        | 11517          | Costeras Entre Río Delta y Desagüe Lago José Miguel Carrera           | 150              |                                                              |
| 1152        | 11520          | Río Jeinemeni a lo largo frontera                                     | 995              | La continuación de la hoya en Argentina lleva el número 79a. |
| 1152        | 11521          | Costeras entre Río Jeinemeni y Río San José                           | 1277             |                                                              |
| 1152        | 11522          | Río San José                                                          | 818              |                                                              |
| 1152        | 11523          | Costeras Entre Río San José y Desagüe Lago José Miguel Carrera        | 518              | La continuación de la hoya en Argentina lleva el número 79a. |
| 1153        | 11530          | Lago Bertrand                                                         | 351              |                                                              |
| 1153        | 11531          | Río Soler                                                             | 931              |                                                              |
| 1153        | 11532          | Río Nef                                                               | 510              |                                                              |
| 1153        | 11533          | Río Baker Entre Desagüe Lago Bertrand y Río Chacabuco                 | 200              |                                                              |
| 1153        | 11534          | Río Chacabuco bajo Río Pedregoso                                      | 355              |                                                              |
| 1153        | 11535          | Río Chacabuco Entre Río Pedregoso y Estero Baker                      | 392              |                                                              |
| 1153        | 11536          | Lago Cochrane/Pueyrredón\|Lago y río Cochrane                         | 1138             | La continuación de la hoya en Argentina lleva el número 79c. |
| 1153        | 11537          | Río del Salto bajo Río Tranquilo                                      | 819              |                                                              |
| 1153        | 11538          | Río del Salto entre Río Tranquilo y Río Baker                         | 285              |                                                              |
| 1153        | 11539          | Río Baker entre Río Chacabuco y Río de la Colonia                     | 345              |                                                              |
| 1154        | 11540          | Ventisquero de la Colonia y Arenales                                  | 677              |                                                              |
| 1154        | 11541          | Lago y río Colonia                                                    | 577              |                                                              |
| 1154        | 11542          | Río Baker Entre Río de la Colonia y Río de los Ñadis                  | 343              |                                                              |
| 1154        | 11543          | Río de los Ñadis Hasta Estero El Corral                               | 532              |                                                              |
| 1154        | 11544          | Río de Los Ñadis Entre Arriba Estero El Corral y Río Baker            | 483              |                                                              |
| 1154        | 11545          | Río Baker Entre Río de Los Ñadis y Río Ventisquero                    | 136              |                                                              |
| 1154        | 11546          | Ventisquero Pared Norte y Pared Sur                                   | 346              |                                                              |
| 1154        | 11547          | Río Ventisquero Entre Ventisquero Pared Norte y Pared Sur y Río Baker | 300              |                                                              |
| 1154        | 11548          | Río Baker Entre Río Ventisquero y Bajo Río del Paso                   | 772              |                                                              |
| 1154        | 11549          | Río Baker entre Río del Paso y desembocadura                          | 520              |                                                              |
| total 5     | 38             | Región: XI (100%) / Tipo: Exorreica / Desemb.: O. Pacífico            | 20436 km²        |                                                              |

La disposición de cuencas en el inventario DARH es la siguiente:
| Código       | Nombre                                                          | Código en mapa   | Tipología de cuenca | Vertiente de cuenca | Origen de cuenca | Temperatura media anual (C°) | Temperatura máxima (C°) | Temperatura mínima (C°) | Precipitación anual (mm) | Número de estaciones fluviométricas | Número de estaciones pluviométricas | Área (km²)       |
| ------------ | --------------------------------------------------------------- | ---------------- | ------------------- | ------------------- | ---------------- | ---------------------------- | ----------------------- | ----------------------- | ------------------------ | ----------------------------------- | ----------------------------------- | ---------------- |
| 1105         | Cuenca Río Baker                                                | Cuenca Río Baker | Cuenca Río Baker    | Cuenca Río Baker    | Cuenca Río Baker | Cuenca Río Baker             | Cuenca Río Baker        | Cuenca Río Baker        | Cuenca Río Baker         | Cuenca Río Baker                    | Cuenca Río Baker                    | Cuenca Río Baker |
| 11050000     | Río Ibáñez desde Estero Portezuelo hasta desembocadura          | 170              | Exorreica           | Pacífico            | Pluvial          | 4.7                          | 14.5                    | -3.9                    | 826.1                    | 1                                   | 3                                   | 782.5            |
| 1105000000   | Río Ibáñez hasta Estero Portezuelo                              | 171              | Exorreica           | Pacífico            | Pluvial          | 4.1                          | 13.2                    | -3.6                    | 1310.1                   | 1                                   | 0                                   | 821.6            |
| 1105000001   | Estero Manso (Lago Laparent)                                    | 172              | Exorreica           | Pacífico            | Pluvial          | 3.9                          | 13.4                    | -4.4                    | 938.7                    | 0                                   | 0                                   | 596.2            |
| 1105000002   | Río Claro                                                       | 173              | Exorreica           | Pacífico            | Pluvial          | 2.9                          | 12.9                    | -5.9                    | 700.3                    | 1                                   | 0                                   | 268.5            |
| 11050100     | Costeras entre Limite Internacional y Bahía Ibáñez              | 174              | Exorreica           | Pacífico            | Pluvial          | 5.0                          | 15.3                    | -4.3                    | 520.3                    | 0                                   | 0                                   | 233.3            |
| 11050101     | Costeras entre Bahía Ibáñez y Río Avellanos                     | 175              | Exorreica           | Pacífico            | Pluvial          | 6.4                          | 16.6                    | -2.7                    | 557.3                    | 0                                   | 0                                   | 525.9            |
| 11050102     | Río Avellanos                                                   | 176              | Exorreica           | Pacífico            | Pluvial          | 3.1                          | 12.8                    | -5.5                    | 794.2                    | 0                                   | 0                                   | 403.6            |
| 11050103     | Costeras entre Río Avellano y Río Murta                         | 177              | Exorreica           | Pacífico            | Pluvial          | 4.9                          | 14.4                    | -3.3                    | 926.2                    | 0                                   | 1                                   | 763.2            |
| 11050104     | Río Murta                                                       | 178              | Exorreica           | Pacífico            | Pluvial          | 4.5                          | 13.4                    | -3.0                    | 1341.3                   | 1                                   | 0                                   | 1215.0           |
| 11050105     | Costeras entre Río Murta y Río Delta                            | 179              | Exorreica           | Pacífico            | Pluvial          | 6.3                          | 15.4                    | -1.6                    | 1087.2                   | 0                                   | 0                                   | 427.7            |
| 11050106     | Río Delta                                                       | 180              | Exorreica           | Pacífico            | Pluvial          | 3.8                          | 12.5                    | -3.7                    | 1306.3                   | 0                                   | 0                                   | 880.7            |
| 11050107     | Costeras entre Río Delta y Desagüe Lago José Miguel Carrera     | 181              | Exorreica           | Pacífico            | Pluvial          | 4.1                          | 13.1                    | -3.6                    | 1150.8                   | 0                                   | 0                                   | 155.1            |
| 11050200     | Costeras entre Río Jeinemeni y Río San José                     | 182              | Exorreica           | Pacífico            | Pluvial          | 5.5                          | 15.6                    | -3.6                    | 573.2                    | 1                                   | 1                                   | 1268.4           |
| 11050201     | Río Jeinemeni                                                   | 183              | Exorreica           | Pacífico            | Pluvial          | 3.2                          | 13.6                    | -6.3                    | 465.3                    | 1                                   | 0                                   | 1369.6           |
| 11050202     | Río San José                                                    | 184              | Exorreica           | Pacífico            | Pluvial          | 4.3                          | 14.0                    | -4.4                    | 717.5                    | 0                                   | 0                                   | 406.9            |
| 11050203     | Costeras entre Río San José y Desagüe Lago José Miguel Carrera  | 185              | Exorreica           | Pacífico            | Pluvial          | 5.4                          | 14.8                    | -2.8                    | 893.4                    | 0                                   | 1                                   | 454.1            |
| 11050300     | Río Baker entre Río Chacabuco y Río de la Colonia               | 186              | Exorreica           | Pacífico            | Pluvial          | 7.0                          | 16.3                    | -1.2                    | 875.0                    | 1                                   | 0                                   | 261.9            |
| 1105030000   | Río Baker entre Desagüe Lago Bertrand y Río Chacabuco           | 187              | Exorreica           | Pacífico            | Pluvial          | 6.3                          | 15.5                    | -1.8                    | 933.4                    | 1                                   | 2                                   | 183.0            |
| 11050300000  | Río Nef                                                         | 188              | Exorreica           | Pacífico            | Pluvial          | 4.3                          | 13.3                    | -3.3                    | 1171.9                   | 1                                   | 0                                   | 714.1            |
| 11050300001  | Lago Bertrand y Lago Plomo                                      | 189              | Exorreica           | Pacífico            | Pluvial          | 5.2                          | 14.3                    | -2.7                    | 1056.0                   | 0                                   | 0                                   | 393.5            |
| 110503000010 | Río Soler                                                       | 190              | Exorreica           | Pacífico            | Pluvial          | 3.5                          | 12.2                    | -3.9                    | 1318.6                   | 0                                   | 0                                   | 629.8            |
| 1105030001   | Río Chacabuco                                                   | 191              | Exorreica           | Pacífico            | Pluvial          | 4.2                          | 14.2                    | -4.9                    | 571.6                    | 0                                   | 1                                   | 1506.1           |
| 1105030002   | Río y Lago Cocharne                                             | 192              | Exorreica           | Pacífico            | Pluvial          | 6.6                          | 16.5                    | -2.3                    | 571.1                    | 1                                   | 2                                   | 919.4            |
| 11050300020  | Lago y Río Brown                                                | 193              | Exorreica           | Pacífico            | Pluvial          | 4.7                          | 14.9                    | -4.5                    | 484.2                    | 0                                   | 0                                   | 236.1            |
| 110503000200 | Río del Salto bajo Río Tranquilo                                | 194              | Exorreica           | Pacífico            | Pluvial          | 3.5                          | 13.4                    | -5.4                    | 617.6                    | 0                                   | 0                                   | 819.1            |
| 1105030003   | Río del Salto entre Río Tranquilo y Río Baker                   | 195              | Exorreica           | Pacífico            | Pluvial          | 6.1                          | 15.7                    | -2.1                    | 793.4                    | 1                                   | 0                                   | 421.2            |
| 11050400     | Río Baker entre Río del Paso y desembocadura                    | 196              | Exorreica           | Pacífico            | Pluvial          | 5.7                          | 14.6                    | -1.8                    | 1290.4                   | 0                                   | 1                                   | 1172.2           |
| 1105040000   | Río Ventisquero entre Ventisquero Pared Norte y Sur y Río Baker | 197              | Exorreica           | Pacífico            | Pluvial          | 4.5                          | 13.3                    | -2.9                    | 1334.4                   | 0                                   | 0                                   | 327.2            |
| 11050400002  | Ventisquero Pared Norte y Pared Sur                             | 198              | Exorreica           | Pacífico            | Pluvial          | 3.6                          | 12.2                    | -3.7                    | 1407.4                   | 0                                   | 0                                   | 329.1            |
| 1105040001   | Río Baker entre Río La Colonia y Río Ventisquero                | 199              | Exorreica           | Pacífico            | Pluvial          | 5.4                          | 14.6                    | -2.4                    | 1057.0                   | 2                                   | 0                                   | 349.1            |
| 11050400010  | Lago y Río de la Colonia                                        | 200              | Exorreica           | Pacífico            | Pluvial          | 4.9                          | 13.9                    | -2.7                    | 1164.3                   | 1                                   | 1                                   | 521.0            |
| 110504000100 | Río Barrancos                                                   | 201              | Exorreica           | Pacífico            | Pluvial          | 3.8                          | 13.5                    | -4.6                    | 773.3                    | 0                                   | 0                                   | 261.5            |
| 110504000100 | Ventisquero de la Colonia y Arenales                            | 202              | Exorreica           | Pacífico            | Pluvial          | 2.5                          | 11.0                    | -4.8                    | 1448.1                   | 0                                   | 1                                   | 784.2            |
| 11050400011  | Río de Los Nadis entre Estero La Gateda y junta Río Baker       | 203              | Exorreica           | Pacífico            | Pluvial          | 4.7                          | 14.3                    | -3.6                    | 840.1                    | 1                                   | 0                                   | 745.0            |
| 110505       | Cuenca Compartida                                               | 0                | Exorreica           | Pacífico            | PluvioNival      | 7.1                          | 17.6                    | -2.3                    | 504.8                    | 0                                   | 0                                   | 4280.5           |

## Hidrología
|                | \| Río \| Área de drenaje (km²) \| Longitud (km) \| \| -------------- \| --------------------- \| ------------- \| \| Ibáñez \| 2.377 \| 88 \| \| Avellanos \| 368 \| 38 \| \| Murta \| 843 \| 56 \| \| Leones o Delta \| 886 \| 28 \| \| Jeinimeni \| 1.355 \| 50 \| \| Nef \| 700 \| 35 \| \| Chacabuco \| 1.215 \| 76 \| \| Cochrane \| 2.967 \| 24 \| \| del Salto \| 1.27 \| 165 \| \| Colonia \| 1.492 \| 20 \| \| De los Ñadis \| 973 \| 50 \| \| Ventisquero \| 1.030 \| 17 \| \| Vargas \| 408 \| 16 \| \| Baker \| 26.726 \| 170 \| |               |
| Río            | Área de drenaje (km²) | Longitud (km) |
| Ibáñez         | 2.377 | 88            |
| Avellanos      | 368 | 38            |
| Murta          | 843 | 56            |
| Leones o Delta | 886 | 28            |
| Jeinimeni      | 1.355 | 50            |
| Nef            | 700 | 35            |
| Chacabuco      | 1.215 | 76            |
| Cochrane       | 2.967 | 24            |
| del Salto      | 1.27 | 165           |
| Colonia        | 1.492 | 20            |
| De los Ñadis   | 973 | 50            |
| Ventisquero    | 1.030 | 17            |
| Vargas         | 408 | 16            |
| Baker          | 26.726 | 170           |

### Red hidrográfica
Los cuerpos de agua considerados en esta categoría son:

### Caudales y régimen
La cuenca es exorreica con su desembocadura en el océano Pacífico en Tortel y su régimen es mixto, recibe aportes pluviales, nivales y glaciales. El volumen relativo de cada uno de estos aportes varía dependiendo de la época del año y la ubicación geográfica.: 29 

### Glaciares
La cuenca misma se encuentra al lado oriente de los campos de hielo norte que aportan sus deshielos al sistema. El inventario público de glaciares de Chile 2022 consigna un total de 4213 glaciares en la cuenca, de los cuales 4181 no tienen nombre. El área total cubierta es de 1927 km² y se estima el volumen de agua almacenada en los glaciares en 136 km³.

### Depósitos de relaves
La cuenca del río Aysén y la del río Baker son las únicas cuencas al sur de Cauquenes que tienen en su área depósitos de relaves. En la del Baker: dos abandonados de la Minera Aysén en la Comuna Chile Chico, dos de propietario desconocido en la Comuna Río Ibáñez y uno de la C.M. Cerro Bayo en la Comuna Chile Chico.

## Clima

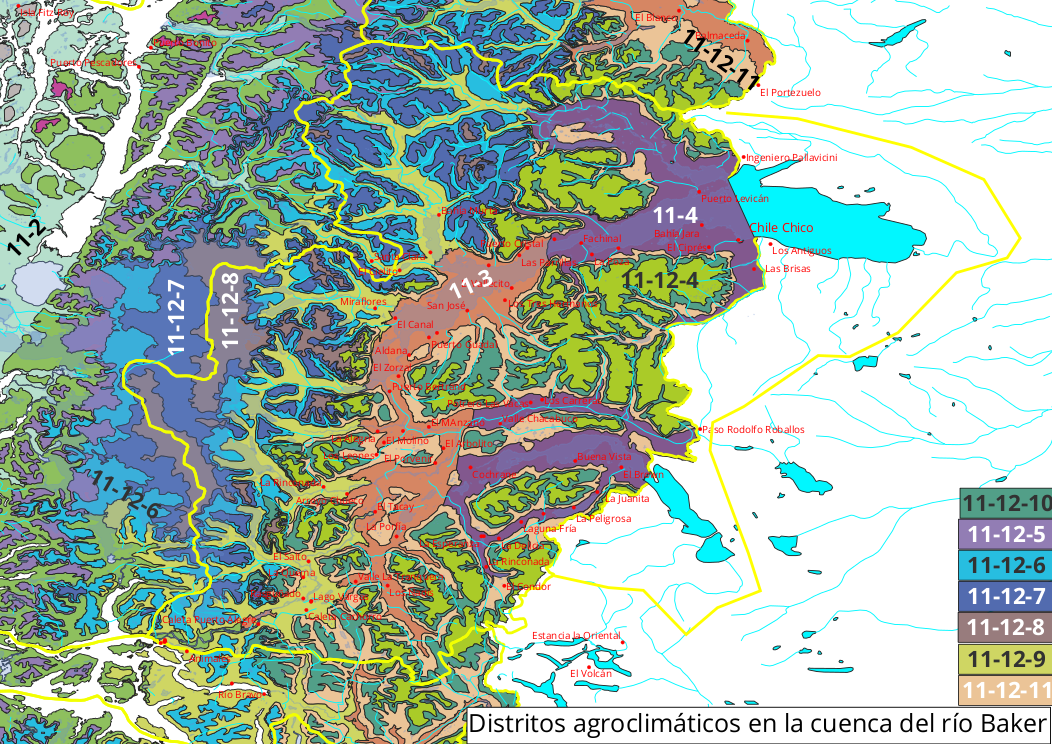
Distritos agroclimáticos en la parte chilena de la cuenca.

El Atlas agroclimático de Chile distingue 8 distritos agroclimáticos en la parte chilena de la cuenca:
- 11-12-9  Templado frío con régimen de humedad húmedo (Cfcf). La temperatura oscila entre un máximo de enero de 17,9 °C y un mínimo de julio de -2,7 °C. Tiene un promedio de 90 días consecutivos libres de heladas. En el año se registra un promedio de 150 heladas. El periodo de temperaturas favorables a la actividad vegetativa dura 3 meses. Registra anualmente 332 días grado y 1.849 horas de frio acumuladas hasta el 31 de julio. La precipitación media anual es de 1.484 mm y un periodo seco de 0 meses, con un déficit hídrico de 124 mm/año. El período húmedo dura 8 meses durante los cuales se produce un excedente hídrico de 644 mm.
- 11-12-6  Tundra (ET). La temperatura oscila entre un máximo de enero de 13,6 °C y un mínimo de julio de -2,9 °C. Tiene un promedio de 0 días consecutivos libres de heladas. En el año se registra un promedio de 211 heladas. El periodo de temperaturas favorables a la actividad vegetativa dura 0 meses. Registra anualmente 104 días grado y 1.800 horas de frío acumuladas hasta el 31 de julio. La precipitación media anual es de 1.854 mm y un periodo seco de 0 meses, con un déficit hídrico de 7 mm/año. El período húmedo dura 11 meses durante los cuales se produce un excedente hídrico de 1.047 mm.
- 11-12-7  Tundra (ET). La temperatura oscila entre un máximo de enero de 9,9 °C y un mínimo de julio de -4,7 °C. Tiene un promedio de 0 días consecutivos libres de heladas. En el año se registra un promedio de 283 heladas. El periodo de temperaturas favorables a la actividad vegetativa dura 0 meses. Registra anualmente 25 días grado y 1.800 horas de frio acumuladas hasta el 31 de julio. La precipitación media anual es de 1.950 mm y un periodo seco de 0 meses, con un déficit hídrico de 0 mm/año. El período húmedo dura 12 meses durante los cuales se produce un excedente hídrico de 1.186 mm.
- 11-12-8  Polar (EH). La temperatura oscila entre un máximo de enero de 4,6 °C y un mínimo de julio de -7,3 °C. Tiene un promedio de 0 días consecutivos libres de heladas. En el año se registra un promedio de 355 heladas. El periodo de temperaturas favorables a la actividad vegetativa dura 0 meses. Registra anualmente 0 días grado y 1.800 horas de frío acumuladas hasta el 31 de julio. La precipitación media anual es de 1.806 mm y un periodo seco de 0 meses, con un déficit hídrico de 0 mm/año. El período húmedo dura 12 meses durante los cuales se produce un excedente hídrico de 1.132 mm.
- 11-3  Templado frío con régimen de humedad sub húmedo húmedo (CscShh). La temperatura oscila entre un máximo de enero de 19 °C y un mínimo de julio de -3,6 °C. Tiene un promedio de 96 días consecutivos libres de heladas. En el año se registra un promedio de 161 heladas. El periodo de temperaturas favorables a la actividad vegetativa dura 3 meses. Registra anualmente 395 días grado y 1.834 horas de frío acumuladas hasta el 31 de julio. La precipitación media anual es de 798 mm y un periodo seco de 4 meses, con un déficit hídrico de 426 mm/año. El período húmedo dura 5 meses durante los cuales se produce un excedente hídrico de 172 mm.
- 11-4  Estepa fría con régimen de humedad sub húmedo seco (BSkShs). La temperatura oscila entre un máximo de enero de 20,8 °C y un mínimo de julio de -4,5 °C. Tiene un promedio de 94 días consecutivos libres de heladas. En el año se registra un promedio de 172 heladas. El periodo de temperaturas favorables a la actividad vegetativa dura 5 meses. Registra anualmente 512 días grado y 1.790 horas de frío acumuladas hasta el 31 de julio. La precipitación media anual es de 491 mm y un periodo seco de 6 meses, con un déficit hídrico de 680 mm/año. El período húmedo dura 2 meses durante los cuales se produce un excedente hídrico de 24 mm.
- 11-12-4  Templado frío con régimen de humedad hiper húmedo (CfcpH). La temperatura oscila entre un máximo de enero de 16,9 °C y un mínimo de julio de -0,5 °C. Tiene un promedio de 98 días consecutivos libres de heladas. En el año se registra un promedio de 108 heladas. El periodo de temperaturas favorables a la actividad vegetativa dura 3 meses. Registra anualmente 293 días grado y 1.822 horas de frío acumuladas hasta el 31 de julio. La precipitación media anual es de 2.341 mm y un periodo seco de 0 meses, con un déficit hídrico de 10 mm/año. El período húmedo dura 11 meses durante los cuales se produce un excedente hídrico de 1.516 mm.
- 11-12-11  Templado frío con régimen de humedad sub húmedo húmedo (CscShh).. La temperatura oscila entre un máximo de enero de 16,3 °C y un mínimo de julio de -4,3 °C. Tiene un promedio de 0 días consecutivos libres de heladas. En el año se registra un promedio de 203 heladas. El periodo de temperaturas favorables a la actividad vegetativa dura 1 mes. Registra anualmente 208 días grado y 1.800 horas de frio acumuladas hasta el 31 de julio. La precipitación media anual es de 812 mm y un periodo seco de 3 meses, con un déficit hídrico de 375 mm/año. El período húmedo dura 5 meses durante los cuales se produce un excedente hídrico de 177 mm.

|  |  |  |

Los diagramas Walter Lieth muestran con un área azul los periodos en que las precipitaciones sobrepasan la cantidad de agua que el calor del sol evapora en el mismo lapso de tiempo (un promedio de 10 °C mensuales evaporan 20 mm de agua caída) dejando un clima húmedo. Por el contrario, las zonas amarillas indican que durante ese tiempo el agua caída puede ser evaporada por el calor del sol. El área gris señala meses muy húmedos.

## Actividades económicas
El producto interno bruto de la Región de Aysén es el más bajo de Chile en 2002.
Existe un proyecto argentino de desviar las aguas del lago General Carrera o Buenos Aires para el riego de la Provincia de Santa Cruz hasta el Atlántico por medio del proyecto acueducto lago Buenos Aires. La ejecución de este proyecto sería unilateral y sin el consentimiento requerido por el protocolo sobre recursos hídricos existente entre ambos países.: 226 

### Agricultura
La agricultura absorbe el 23% de la mano de obra, a sus productos principales son la papa, la avena y las hortalizas. La ganadería vende sus productos en la región y en la zona central de Chile.: 23–25 
Empresas forestales.

### Acuicultura
Hasta 2003 no existían empresas dedicadas a la acuicultura.: 73 

### Minería
La minería, cuyos principales productos son el Zinc, Plata, Plomo y el Oro, trabaja en Mañihuales, Puerto Cristal, Puerto Sánchez y Guadal y genera el 8% del PIB Region.: 23–25 

### Turismo
El turismo generaba en 2003 ya el 10% del PIB de la Región de Aysén.: 23–25 
Caleta Tortel, es el poblado patrimonial y turístico más atractivo del río Baker. Se debe a la construcción de puentes elevados y pasarelas peatonales de madera de ciprés de las Guaitecas, las que reemplazan a las tradicionales calles para vehículos. Gran parte del transporte en este pueblo se realiza a través de embarcaciones lo que le ha valido el nombre de la Venecia del sur, por un gran número de turistas que la visitan durante todo el año.
En los últimos años, en las orillas del río Baker se han incrementado la visita de turistas tanto nacionales como internacionales.
La atracción más importante es la práctica de la pesca, ya que a lo largo de todo el río es posible efectuar buenas capturas, sobre todo de salmones. De especial importancia es el campeonato de pesca, realizado a finales del mes de febrero, en la localidad de Puerto Bertrand, evento que reúne a gran cantidad de visitantes, que colapsan la capacidad hotelera de la zona. 
Otros deportes que es posible practicar en el río son el kayak, y el rafting en sus turbulentas aguas.

### Navegación
Según un informe de la CEPAL el río Baker es navegable por pequeñas embarcaciones y cortos tramos. Sin embargo no aparece en la lista de ríos navegables publicada por la Armada de Chile.

### Generación de energía eléctrica
Existe un proyecto para la construcción de varias centrales hidroeléctricas en los ríos Pascua y Baker que han sido pospuestos tras la oposición por razones ambientalistas. La casi totalidad de los derechos de agua de la cuenca no eran utilizados en 2003.: 73 

### Actividad industrial
El uso del agua para procesos industriales en la cuenca del río Baker es muy bajo y en el corto plazo no se esperan mayores cambios medioambientales que puedan afectar la calidad las aguas .: 201 
La actividad minera se concentra en la ribera sureste del lago General Carrera, donde se ubican las minas Cerro Bayo y Fachinal, cuyas faenas se encuentran temporalmente paralizadas (año 2009).: 181 

### Descargas
Comparado con la situación de otras cuencas, la calidad del agua de los principales cauces de la cuenca del río Baker se clasifica como de excepcionalmente buena. No se han encontrado contaminantes provenientes de la minería, ni de la agricultura, ni de la actividad forestal.: 179 
Aguas servidas
| Localidad            | Población INE 2002 | Descarga l/s |
| -------------------- | ------------------ | ------------ |
| Villa Cerro Castillo | 315                | 0,73         |
| Península Levicán    | 18                 | 0,04         |
| Murta Bay            | 315                | 0,73         |
| Sánchez Port         | 82                 | 0,20         |
| Puerto río Tranquilo | 303                | 0,70         |
| Mallín Grande        | 60                 | 0,14         |
| Bertrand Port        | 94                 | 0,22         |
| Tortel               | 320                | 0,74         |

## Áreas bajo protección oficial y conservación de la biodiversidad
Las Áreas bajo Protección Oficial pertenecientes al Sistema Nacional de Áreas Silvestres Protegidas por el Estado (SNASPE) que se emplazan en la cuenca corresponden a:
| Nombre del sitio                         | Área (Ha) | Porcentaje en la cuenca (%) |
| ---------------------------------------- | --------- | --------------------------- |
| Reserva Nacional Lago Cochrane (Tamango) | 6.925     | 100                         |
| Parque nacional Cerro Castillo           | 179.550   | 28                          |
| Reserva Nacional Lago Jeinimeni          | 161.100   | 100                         |
| Parque nacional Laguna San Rafael        | 1.742.000 | 27                          |